# Walter Möbius (Fotograf)

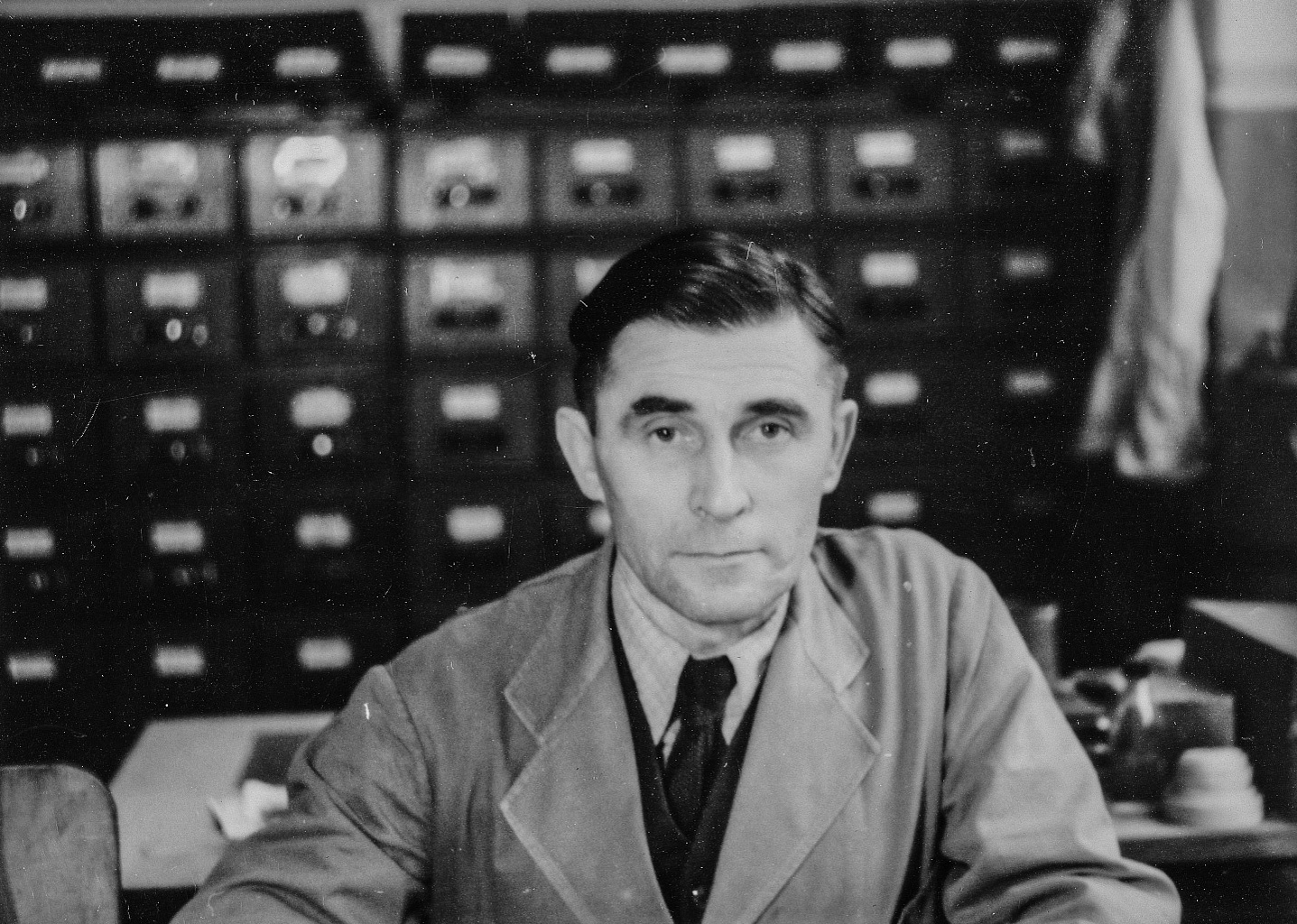
Walter Möbius, 1940

Walter Möbius (* 29. Januar 1900 in Dresden; † 9. März 1959 ebenda) war ein deutscher Fotograf.

## Leben und Werk
Walter Möbius wurde in Leuben bei Dresden geboren. Möbius gilt als erster „hauseigener Fotograf“ der Deutschen Fotothek, einer Abteilung der Sächsischen Landesbibliothek – Staats- und Universitätsbibliothek Dresden (SLUB) und deren Vorgängerinstitutionen. Seine Aufnahmen bilden den Grundstock des durch eigene Aufnahmetätigkeit geschaffenen Negativbestandes der Sammlung. In mehr als 30-jähriger Tätigkeit entstanden von 1924 bis zu seinem Tod annähernd 100.000 Fotografien. Sein Arbeitsfeld fand er vor allem in Dresden und Umgebung, in der Sächsischen Schweiz und im Erzgebirge sowie in weiteren Orten und Landschaften in Deutschland. Die Deutsche Fotothek erwarb 1975 auch seinen persönlichen Nachlass mit ca. 5.000 Negativen. Möbius starb am 9. März 1959 in seiner Geburtsstadt.

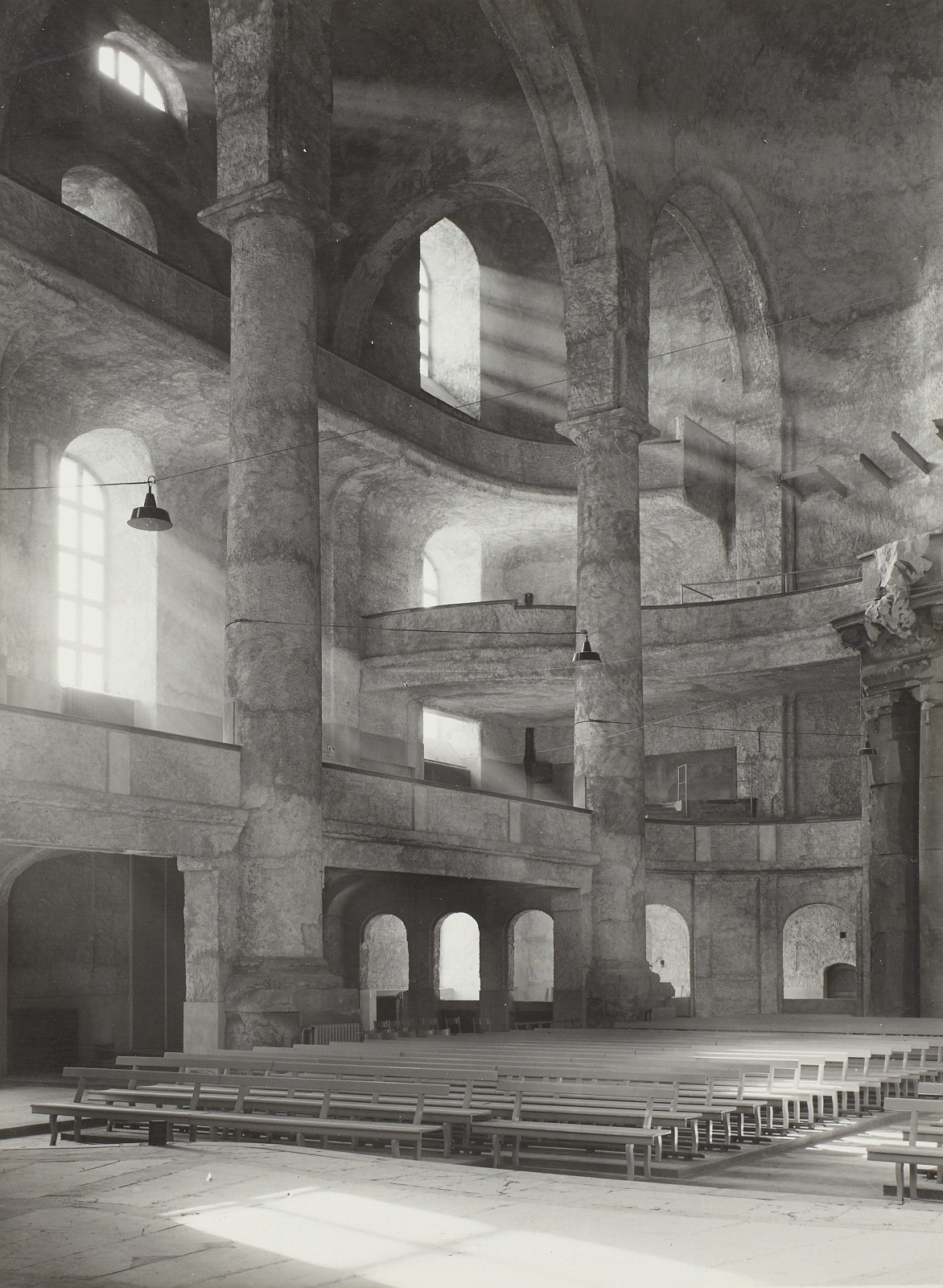
Möbius, Walter - Dresden. Kreuzkirche. Innenansicht, Blick nach Südwesten, März 1955

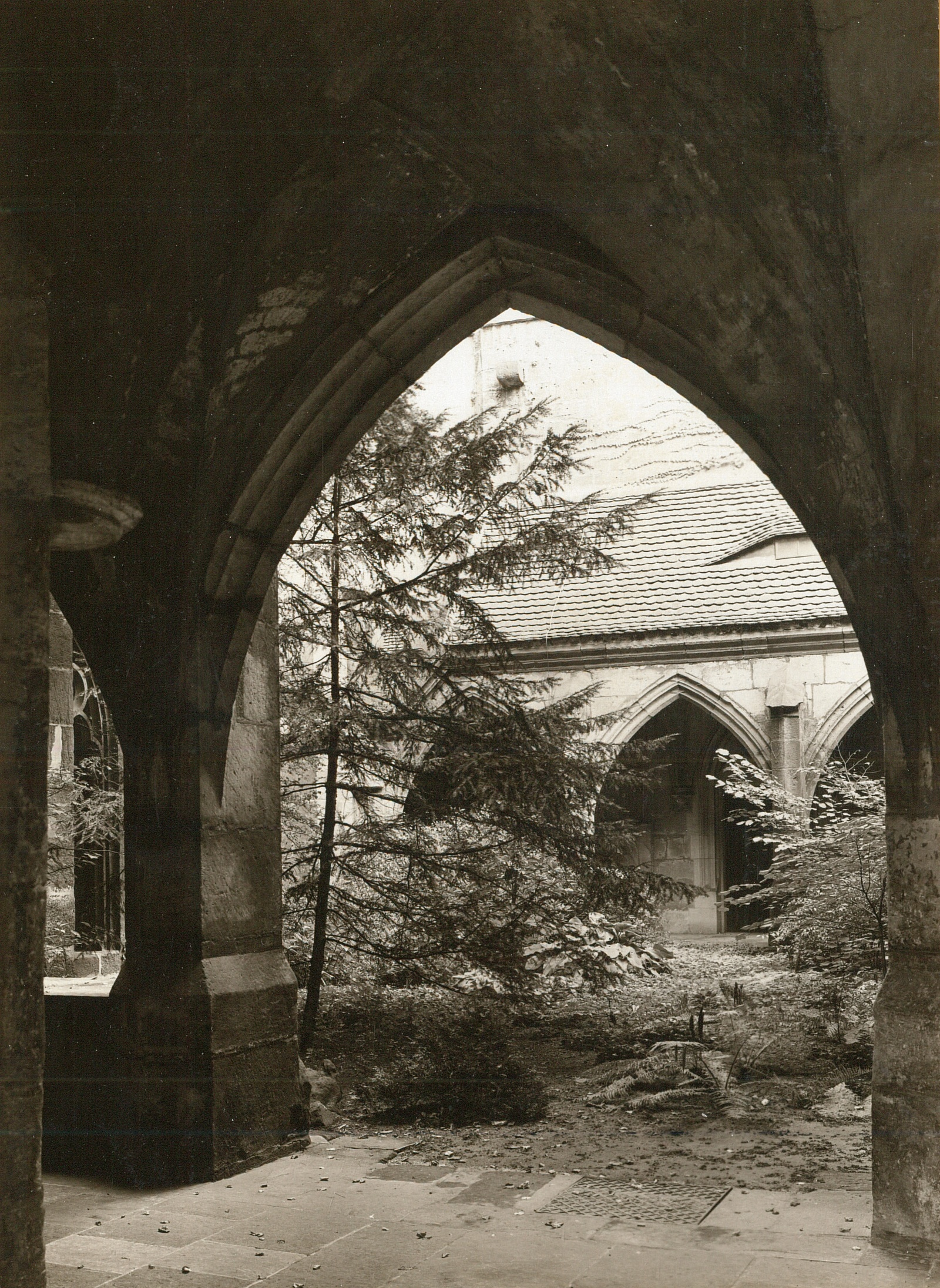
Möbius, Walter - Meißen, Sankt Johannis Evangelistae und Donati - Kreuzgang, 1937

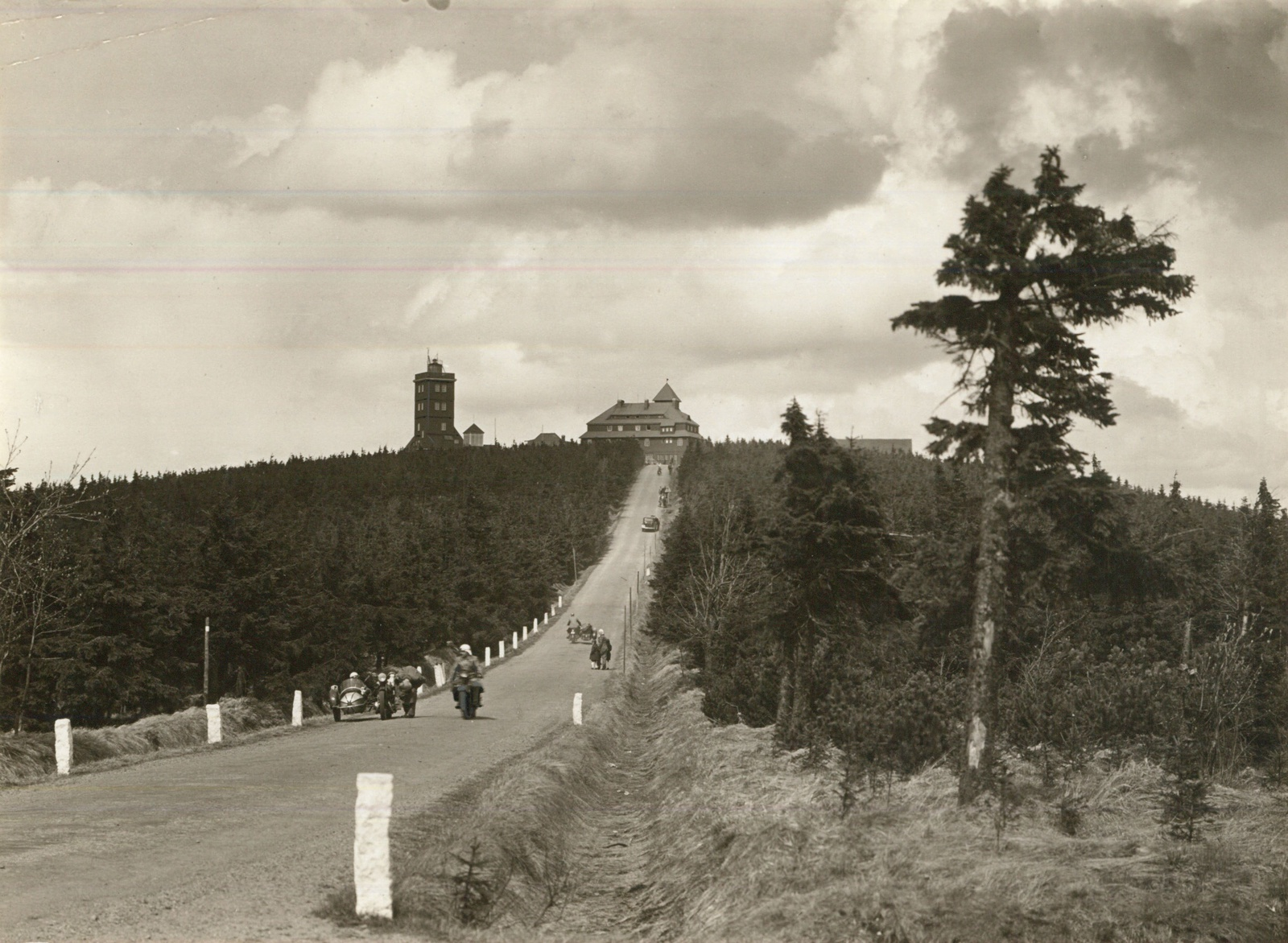
Möbius, Walter - Erzgebirge, Oberwiesenthal, Blick über die neue Straße zum Fichtelberghaus, Mai 1937